# The Neon Judgement
The Neon Judgement est un groupe belge de new wave, originaire de Louvain. Il est constitué de Dirk da Davo et TB Frank, originaires de Louvain. Distribué par le label Play it again Sam!, le groupe est vite remarqué dans les années 1980 grâce à des titres comme T.V. Treated et Concrete qui sont relayés dans les grandes boîtes belges.
Dirk da Davo a également connu un succès solo, avec sa reprise Sugar Sugar des Archies.

## Historique
En 1985 sort l'album 1981-1984, qui reprend divers titres sortis entre 1981 et 1984 sur différents supports (EP, cassette). Le titre Factory walk a été enregistré live au Skyline, un night club belge situé à Mouscron, le 30 novembre 1984.
Le groupe arrête de jouer en 1998, mais se reforme en 2004 puis repartent de nouveau en tournée pour promouvoir les remixes et rééditions de leurs albums. La tournée continue en 2006, et le groupe démarre un site web baptisé Live, The Neon Judgement will continue to give art terrorism a good name, finding new ways of marrying noise and beauty, machines and magic.
Dirk da Davo fait également partie du projet parallèle Neon Electronics, pour lequel il lance son propre label, Dancedelic-D, et retravaille d'anciens morceaux, ou en compose de nouveau.
En novembre 2005, the Neon Judgement joue au Machina Festival du Broadway Club à São Paulo, Brésil. Le festival célèbre les huit ans du label Fiber Records. Fiber Records publie leur DVD The Neon Judgement – Live at Machina Festival en 2005, qui comprend leur concert en intégralité, soit 13 morceaux. En 2007, le groupe publie la compilation Redbox. La sortie est suivie par un coffret 2CD Box en octobre 2005. Redbox comprend des morceaux enregistrés pendant la seconde moitié des années 1980.
En 2009 sort l'album Smack.

## Membres
- Dirk da Davo - synthétiseur, chant
- TB Frank - guitare, chant

## Discographie
- 1981 : Suffering
- 1985 : MBIH!
- 1986 : Mafu Cage
- 1987 : Horny as hell
- 1989 : Blood and thunder
- 1990 : The Insult
- 1991 : Are you Real
- 1994 : General Pain
- 1995 : At Devil's Fork
- 1998 : Daszoo
- 2005 : Box